# Coppa del Mondo di salto con gli sci 1986
La Coppa del Mondo di salto con gli sci 1986, settima edizione della manifestazione organizzata dalla Federazione Internazionale Sci, ebbe inizio il 7 dicembre 1985 a Thunder Bay, in Canada, e si concluse il 24 marzo 1986 a Planica, in Jugoslavia. Furono disputate le 25 gare previste, tutte maschili, in 19 differenti località: 9 su trampolino normale, 14 su trampolino lungo e 2 su trampolino per il volo. Nel corso della stagione si tennero a Tauplitz i Campionati mondiali di volo con gli sci 1986, non validi ai fini della Coppa del Mondo, il cui calendario contemplò dunque un'interruzione nel mese di marzo.
Il finlandese Matti Nykänen si aggiudicò, per la terza volta, la coppa di cristallo, il trofeo assegnato al vincitore della classifica generale, mentre l'austriaco Ernst Vettori vinse il Torneo dei quattro trampolini, le cui prove furono ritenute valide anche ai fini della classifica di Coppa. Non vennero stilate classifiche di specialità; Nykänen era il detentore uscente della Coppa generale, Jens Weißflog del Torneo.

## Risultati
| Data                          | Località               | Nazione        | Trampolino                | Spec. | Primo                       | Secondo           | Terzo              |
| ----------------------------- | ---------------------- | -------------- | ------------------------- | ----- | --------------------------- | ----------------- | ------------------ |
| 7 dicembre 1985               | Thunder Bay            | Canada         | Big Thunder K89           | NH    | Primož Ulaga                | Vegard Opaas      | Matti Nykänen      |
| 8 dicembre 1985               | Thunder Bay            | Canada         | Big Thunder K120          | LH    | Primož Ulaga                | Franz Neuländtner | Ernst Vettori      |
| 14 dicembre 1985              | Lake Placid            | Stati Uniti    | MacKenzie Intervale K114  | LH    | Vegard Opaas                | Primož Ulaga      | Pavel Ploc         |
| 15 dicembre 1985              | Lake Placid            | Stati Uniti    | MacKenzie Intervale K86   | NH    | Franz Neuländtner           | Ernst Vettori     | Steve Collins      |
| 22 dicembre 1985              | Chamonix               | Francia        | Le Mont K95               | NH    | Pekka Suorsa                | Jens Weißflog     | Frédéric Berger    |
| Torneo dei quattro trampolini |                        |                |                           |       |                             |                   |                    |
| 30 dicembre 1985              | Oberstdorf             | Germania Ovest | Schattenberg K115         | LH    | Pekka Suorsa                | Franz Neuländtner | Piotr Fijas        |
| 1º gennaio 1986               | Garmisch-Partenkirchen | Germania Ovest | Große Olympiaschanze K107 | LH    | Pavel Ploc                  | Ernst Vettori     | Primož Ulaga       |
| 4 gennaio 1986                | Innsbruck              | Austria        | Bergisel K109             | LH    | Jari Puikkonen              | Hroar Stjernen    | Anssi Nieminen     |
| 6 gennaio 1986                | Bischofshofen          | Austria        | Paul Ausserleitner K111   | LH    | Ernst Vettori               | Franz Neuländtner | Rolf Åge Berg      |
| 11 gennaio 1986               | Harrachov              | Cecoslovacchia | Čerťák K120               | LH    | Matti Nykänen               | Ernst Vettori     | Jiří Parma         |
| 12 gennaio 1986               | Liberec                | Cecoslovacchia | Ještěd K115               | LH    | Piotr Fijas                 | Ernst Vettori     | Ladislav Dluhoš    |
| 17 gennaio 1986               | Klingenthal            | Germania Est   | Aschberg K102             | LH    | Matti Nykänen               | Primož Ulaga      | Valerij Karetnikov |
| 19 gennaio 1986               | Oberwiesenthal         | Germania Est   | Fichtelberg K90           | NH    | Ulf Findeisen Ernst Vettori |                   | Ingo Lesser        |
| 25 gennaio 1986               | Sapporo                | Giappone       | Miyanomori K90            | NH    | Matti Nykänen               | Ladislav Dluhoš   | Pavel Ploc         |
| 26 gennaio 1986               | Sapporo                | Giappone       | Ōkurayama K112            | LH    | Matti Nykänen               | Ernst Vettori     | Jiří Parma         |
| 15 febbraio 1986              | Vikersund              | Norvegia       | Vikersundbakken K155      | FH    | Andreas Felder              | Matti Nykänen     | Piotr Fijas        |
| 16 febbraio 1986              | Vikersund              | Norvegia       | Vikersundbakken K155      | FH    | Andreas Felder              | Ernst Vettori     | Matti Nykänen      |
| 19 febbraio 1986              | Sankt Moritz           | Svizzera       | Olympiaschanze K94        | NH    | Rolf Åge Berg               | Andreas Felder    | Miran Tepeš        |
| 21 febbraio 1986              | Gstaad                 | Svizzera       | Mattenschanze K88         | NH    | Ernst Vettori               | Rolf Åge Berg     | Matti Nykänen      |
| 23 febbraio 1986              | Engelberg              | Svizzera       | Gross-Titlis-Schanze K120 | NH    | Andreas Felder              | Matti Nykänen     | Vegard Opaas       |
| 1º marzo 1986                 | Lahti                  | Finlandia      | Salpausselkä K88          | NH    | Matti Nykänen               | Jari Puikkonen    | Ernst Vettori      |
| 2 marzo 1986                  | Lahti                  | Finlandia      | Salpausselkä K113         | LH    | Matti Nykänen               | Pekka Suorsa      | Jiří Parma         |
| 16 marzo 1986                 | Oslo                   | Norvegia       | Holmenkollen K105         | LH    | Ernst Vettori               | Matti Nykänen     | Andreas Felder     |
| 22 marzo 1986                 | Planica                | Jugoslavia     | Srednija K90              | NH    | Matti Nykänen               | Andreas Felder    | Franz Neuländtner  |
| 24 marzo 1986                 | Planica                | Jugoslavia     | Bloudkova velikanka K120  | LH    | Ernst Vettori               | Andreas Felder    | Matti Nykänen      |

Legenda:

NH = trampolino normale

LH = trampolino lungo

FH = volo con gli sci

## Classifiche

### Generale
| Pos. | Nome              | Nazione        | Punti |
| ---- | ----------------- | -------------- | ----- |
| 1    | Matti Nykänen     | Finlandia      | 250   |
| 2    | Ernst Vettori     | Austria        | 232   |
| 3    | Andreas Felder    | Austria        | 170   |
| 4    | Franz Neuländtner | Austria        | 157   |
| 5    | Pekka Suorsa      | Finlandia      | 148   |
| 6    | Primož Ulaga      | Jugoslavia     | 145   |
| 7    | Vegard Opaas      | Norvegia       | 131   |
| 8    | Rolf Åge Berg     | Norvegia       | 129   |
| 9    | Jiří Parma        | Cecoslovacchia | 114   |
| 10   | Ladislav Dluhoš   | Cecoslovacchia | 101   |

### Torneo dei quattro trampolini
| Pos. | Nome              | Nazione   | Punti |
| ---- | ----------------- | --------- | ----- |
| 1    | Ernst Vettori     | Austria   | 843   |
| 2    | Franz Neuländtner | Austria   | 813   |
| 3    | Jari Puikkonen    | Finlandia | 806   |
| 4    | Hroar Stjernen    | Norvegia  | 801   |
| 5    | Rolf Åge Berg     | Norvegia  | 797   |

### Nazioni
| Pos. | Nazione        | Punti |
| ---- | -------------- | ----- |
| 1    | Austria        | 730   |
| 2    | Finlandia      | 720   |
| 3    | Norvegia       | 533   |
| 4    | Cecoslovacchia | 401   |
| 5    | Jugoslavia     | 317   |